# Sarah Correa
Sarah Gonçalves Correa (14 de agosto de 1992 - 2 de mayo de 2015, Río de Janeiro) fue una deportista, modelo y nadadora brasileña. 
Hija de María de Fátima Goncalves y Benedito Bismark Correa. Trabajaba como vendedora en una tienda. Compitió en natación en los clubs Fluminense, Flamengo y Minas Tenis Club.

## Premios
- 2010, Medalla de oro Juegos Sudamericanos en Colombia.
- 2011, Medalla de plata Juegos Panamericanos en México.

Falleció 2 de mayo de 2015 a los 22 años, en un accidente de tránsito en Vargem Pequena, Río de Janeiro.